# صداع الذئبة
صداع الذئبة مقترح، صداع محدد باضطراب في معاناه مرضى الذئبة الحمراء.
وتبين البحوث أن الصداع هو عرض من الأعراض الموصوفة عادة من قبل مرضى الذئبة الحمراء -57 ٪ في واحدة التحليل التلوي، وتتراوح في مختلف الدراسات من 33 ٪ إلى 78 ٪؛ 31.7 ٪ منها صداع نصفيللصداع النصفي، و
23.5 ٪ للتوتر الصداع. الوجود الفعلى لصداع الذئبة خاصةً غير مؤكد، على الرغم من قلة الدراسات العليا المتوفرة ذات الجودة العالية على شكل استنتاجات نهائية.

## تعريف
صداع الذئبة عنصر هام كمؤشر نشاط مرض الذئبة الحمراء (سليداى)، ونظام التسجيل وكثيرا ما تستخدم في بحوث مرض الذئبة. ويوصف صداع الذئبة (سليداى) بأنه «حاد، وصداع شديد، قد يكون نصفى، ولكن يجب عدم الأستجابة للمسكنات». وترجع 8 نقاط لهذا البند (ترجع البنود 1, 2, 4, أو 8 من وزنها النسبي).
في عام 1999 لم تعرف الكلية الأميريكية لأمراض الروماتيزم الحالة المتلازمة للعصبية في مرض الذئبة الحمراء صداع الذئبة، ولكن كبديل اقتراح عدة اضطرابات الصداع وهو مبني على أساس تصنيف جمعية الصداع الدولية (أي اتش اس).
في مخطط أي اتش اس، سيكون الصداع بسبب الذئبة مصنف كأنه «ينسب الصداع إلى أمراض أخرى التهابية غير معدية» (7.3.3). هذه التسمية تتطلب أدلة على اندلاع المرض المصاحب للصداع، وقرار العلاج من الصداع مع مناعة. مع ذلك، التحليل التلوي لم يجد أي ارتباط بين الصداع ونشاط المرض.

## النقد
يقول منتقدوا هذا المصطلح لا توجد دراسات جيدة تبين أن نوعية المرضى الذين يعانون من الصداع في مرض الذئبة الحمراء تختلف عن تلك الموجودة في عموم الناس. تعريف مفصل من صداع الذئبة غير موجودة، لأن المصطلحات «حاد» و«مستمرة» غير كمية. لا ينصح بالمسكنات للصداع النصفي أو غيره من أنواع الصداع الشائعة. هناك تعريفات أخرى من أي اتش اس لم تشمل الاستجابة للعلاجات كمعيار التشخيص. مرضى الصداع النصفي عادة ما يكون في النساء البالغات سن ال 40، مجموعة سكانية في مرض الذئبة الحمراء الذي هو أيضا أكثر شيوعا.

## التشخيص
بالرغم من مضاعفات معينة من مرض الذئبة الحمراء قد يسبب الصداع (مثل الجلطة الوريدية الجيب الخلفي الدماغي أو متلازمة اعتلال الدماغ عكسها)، فإنه يبقى من غير الواضح ما إذا كان (مثل البزل القطني أو التصوير بالرنين المغناطيسي) هناك حاجة في تقديم المرضى الذين يعانون من الذئبة بالصداع. على الرغم من الدراسات باستخدام التصوير بالرنين المغناطيسي أو التصوير المقطعي بانبعاث فوتون واحد (سبيكت) غالبا تجد شذوذ،  قيمة هذه النتائج تبقى مبهمة، وأنها لم تكن قادرة على تمييز الخاص «صداع الذئبة» من أنواع الصداع الأخرى في الناس مع مرض الذئبة.

## آلية المرض
بعض (و ليس كل) الدراسات أظهرت وجود ارتباط بين (الصداع النصفي) الصداع في مرض الذئبة الحمراء وما يرتبط بظاهرة رينود و/ أو الأجسام المضادة للكارديوليبين.
الأمر يحتاج إلى مزيد من الدراسات لإثبات الافتراض الأساسي الذي يسبب الصداع النصفي بالتشنج الدماغي في مرضى الذئبة.

## أنظر أيضا
- ذئبة حمامية جهازية عصبية نفسية

## الهوامش
1. ↑  Brunner HI, Jones OY, Lovell DJ, Johnson AM, Alexander P, Klein-Gitelman MS (2003). "Lupus headaches in childhood-onset systemic lupus erythematosus: relationship to disease activity as measured by the systemic lupus erythematosus disease activity index (SLEDAI) and disease damage". Lupus. ج. 12 ع. 8: 600–6. DOI:10.1191/0961203303lu430oa. PMID:12945718. مؤرشف من الأصل في 2019-12-09.{{استشهاد بدورية محكمة}}:  صيانة الاستشهاد: أسماء متعددة: قائمة المؤلفين (link)
2. ↑  Davey R، Bamford J، Emery P (أغسطس 2007). "The validity of the inclusion of "lupus headache" in the Systemic Lupus Erythematosus Disease Activity Index". Arthritis Rheum. ج. 56 ع. 8: 2812–3. DOI:10.1002/art.22798. PMID:17665430.
3. ↑  Mitsikostas DD, Sfikakis PP, Goadsby PJ (مايو 2004). "A meta-analysis for headache in systemic lupus erythematosus: the evidence and the myth". Brain. ج. 127 ع. Pt 5: 1200–9. DOI:10.1093/brain/awh146. PMID:15047589.{{استشهاد بدورية محكمة}}:  صيانة الاستشهاد: أسماء متعددة: قائمة المؤلفين (link)
4. ↑  Davey R، Bamford J، Emery P (مارس 2008). "The ACR classification criteria for headache disorders in SLE fail to classify certain prevalent headache types". Cephalalgia. ج. 28 ع. 3: 296–9. DOI:10.1111/j.1468-2982.2007.01510.x. PMID:18254898.
5. ↑  Nobili F, Mignone A, Rossi E؛ وآخرون (نوفمبر 2006). "Migraine during systemic lupus erythematosus: findings from brain single photon emission computed tomography". J. Rheumatol. ج. 33 ع. 11: 2184–91. PMID:17086605. مؤرشف من الأصل في 2016-03-03. {{استشهاد بدورية محكمة}}: Explicit use of et al. in: |مؤلف= (مساعدة)صيانة الاستشهاد: أسماء متعددة: قائمة المؤلفين (link)
6. ↑  Colamussi P, Giganti M, Cittanti C؛ وآخرون (يناير 1995). "Brain single-photon emission tomography with 99mTc-HMPAO in neuropsychiatric systemic lupus erythematosus: relations with EEG and MRI findings and clinical manifestations". Eur J Nucl Med. ج. 22 ع. 1: 17–24. DOI:10.1007/BF00997243. PMID:7698150. {{استشهاد بدورية محكمة}}: Explicit use of et al. in: |مؤلف= (مساعدة)صيانة الاستشهاد: أسماء متعددة: قائمة المؤلفين (link)
7. ↑  Bernatsky S, Pineau CA, Lee JL, Clarke AE (2006). "Headache, Raynaud's syndrome and serotonin receptor agonists in systemic lupus erythematosus". Lupus. ج. 15 ع. 10: 671–4. DOI:10.1177/0961203306069997. PMID:17120594. مؤرشف من الأصل في 2019-12-09.{{استشهاد بدورية محكمة}}:  صيانة الاستشهاد: أسماء متعددة: قائمة المؤلفين (link)
8. ↑  Bettero RG, Rahal MY, Barboza JS, Skare TL (Dec 2007). "Headache and systemic lupus erythematosus: prevalence and associated conditions". Arq Neuropsiquiatr (بالبرتغالية). 65 (4B): 1196–9. PMID:18345429. Archived from the original on 2010-01-10.{{استشهاد بدورية محكمة}}:  صيانة الاستشهاد: أسماء متعددة: قائمة المؤلفين (link)
9. ↑  Annese V, Tomietto P, Venturini P, D'Agostini S, Ferraccioli G (2006). "[Migraine in SLE: role of antiphospholipid antibodies and Raynaud's phenomenon]" (PDF). Reumatismo (بالإيطالية). 58 (1): 50–8. PMID:16639488. Archived from the original (PDF) on 2011-07-27.{{استشهاد بدورية محكمة}}:  صيانة الاستشهاد: أسماء متعددة: قائمة المؤلفين (link)
10. ↑  Lessa B, Santana A, Lima I, Almeida JM, Santiago M (نوفمبر 2006). "Prevalence and classification of headache in patients with systemic lupus erythematosus". Clin. Rheumatol. ج. 25 ع. 6: 850–3. DOI:10.1007/s10067-005-0186-x. PMID:16437362.{{استشهاد بدورية محكمة}}:  صيانة الاستشهاد: أسماء متعددة: قائمة المؤلفين (link)
11. ↑  Weder-Cisneros ND, Téllez-Zenteno JF, Cardiel MH؛ وآخرون (ديسمبر 2004). "Prevalence and factors associated with headache in patients with systemic lupus erythematosus". Cephalalgia. ج. 24 ع. 12: 1031–44. DOI:10.1111/j.1468-2982.2004.00822.x. PMID:15566417. {{استشهاد بدورية محكمة}}: Explicit use of et al. in: |مؤلف= (مساعدة)صيانة الاستشهاد: أسماء متعددة: قائمة المؤلفين (link)
12. ↑  Appenzeller S, Costallat LT (ديسمبر 2004). "Clinical implications of migraine in systemic lupus erythematosus: relation to cumulative organ damage". Cephalalgia. ج. 24 ع. 12: 1024–30. DOI:10.1111/j.1468-2982.2004.00785.x. PMID:15566416.
13. ↑  Whitelaw DA, Hugo F, Spangenberg JJ, Rickman R (2004). "Headaches in patients with systemic lupus erythematosus: a comparative study". Lupus. ج. 13 ع. 7: 501–5. DOI:10.1191/0961203304lu1050oa. PMID:15352420. مؤرشف من الأصل في 2019-12-09.{{استشهاد بدورية محكمة}}:  صيانة الاستشهاد: أسماء متعددة: قائمة المؤلفين (link)
14. ↑  Sfikakis PP, Mitsikostas DD, Manoussakis MN, Foukaneli D, Moutsopoulos HM (مارس 1998). "Headache in systemic lupus erythematosus: a controlled study". Br. J. Rheumatol. ج. 37 ع. 3: 300–3. DOI:10.1093/rheumatology/37.3.300. PMID:9566671. مؤرشف من الأصل في 2020-04-13.{{استشهاد بدورية محكمة}}:  صيانة الاستشهاد: أسماء متعددة: قائمة المؤلفين (link)